# Pseudevippa cana
Genre
Espèce
Pseudevippa cana, unique représentant du genre Pseudevippa, est une espèce d'araignées aranéomorphes de la famille des Lycosidae.

## Distribution
Cette espèce se rencontre en Afrique australe,.

## Description
La femelle holotype mesure 8,5 mm.

## Publication originale
- Simon, 1910 : Arachnoidea. Araneae (II). Zoologische und anthropologische Ergebnisse einer Forschungsreise im Westlichen und zentralen Südafrika. Denkschriften der Medicinisch-naturwissenschaftlichen Gesellschaft zu Jena, vol. 16, p. 175-218 (texte intégral).